# Jonjoe Kenny
Jonjoe Kenny (* 15. März 1997 in Liverpool) ist ein englischer Fußballspieler. Der Rechtsverteidiger steht bei PAOK Thessaloniki unter Vertrag.

## Karriere

### Verein
Kenny wurde in der Jugend des FC Everton ausgebildet. Er gewann mit der U23 des Vereins, deren Kapitän er zeitweise war, 2016 und 2019 den Meistertitel der Amateurliga Premier League 2. Beim 0:3 gegen die Blackburn Rovers in der 4. Runde des FA Cups 2015/16 debütierte der Verteidiger für die Profimannschaft.
In der Folge sammelte er bei Wigan Athletic in der dritten und bei Oxford United in der vierten englischen Liga Erfahrungen im Herrenbereich. Im Sommer 2019 wurde mit dem deutschen Bundesligisten FC Schalke 04 ein einjähriges Leihgeschäft vereinbart. Ab Januar 2021 wurde Kenny an Celtic Glasgow verliehen.
Zur Saison 2022/23 wechselte Kenny ablösefrei in die Bundesliga zu Hertha BSC. Der 25-Jährige unterschrieb einen Vertrag bis zum 30. Juni 2025. Er kam auf 29 Einsätze und stieg mit den Berlinern zum Ende der Spielzeit aus der Bundesliga ab. Am 28. Oktober 2023 erzielte Kenny beim 3:1-Sieg über den SC Paderborn 07 seinen ersten Treffer für Hertha BSC. Im Sommer 2025 verließ er Hertha BSC und wechselte nach Griechenland zu PAOK Thessaloniki.

### Nationalmannschaft
Ab der U16 absolvierte Kenny Spiele für alle englischen Nachwuchsnationalmannschaften. Mit der U17 wurde er einmal Europa-, mit der U20 sogar Weltmeister.

## Erfolge
Oxford United
- Vizemeister der Football League Two: 2015/16
- Finalist der EFL Trophy: 2015/16

FC Everton U23
- Meister der Premier League 2: 2015/16, 2018/19

England
- U17-Europameister: 2014
- U20-Weltmeister: 2017

Persönliche Auszeichnungen
- Bundesliga Rookie Award: August 2019